# 218
218 là một năm trong lịch Julius. 